# 扎克魯日齊
50°1′4″N 26°41′38″E / 50.01778°N 26.69389°E
扎克魯日齊（羅馬化：Zakruzhtsi）是烏克蘭西部赫梅利尼茨基州舍佩蒂夫卡區伊賈斯拉夫市鎮 的村莊。該村面積0.6平方公里，海拔高度250米，2001年人口184，人口密度每平方公里309.2人。